# Coppa delle nazioni oceaniane femminile 1986
La Coppa delle nazioni oceaniane femminile 1986, ufficialmente 1986 OFC Women's Championship, è stata la seconda edizione ufficiale della manifestazione, disputata dal 29 marzo e al 5 aprile 1986 in Nuova Zelanda. Il torneo, riservato alle Nazionali di calcio femminile oceaniane, fu organizzato dalla Oceania Football Confederation (OFC).
Fu la nazionale di Taipei Cinese a vincere il torneo per la prima volta.

## Squadre partecipanti
- Australia
- Nuova Zelanda
- Taipei cinese
- Papua Nuova Guinea (ritirata)
- Nuova Zelanda B (subentrata dopo il ritiro della Papua Nuova Guinea)

## Formula del torneo
Le quattro squadre che disputavano la fase finale si affrontavano in un solo girone all'italiana con la prima e la seconda classificata che avrebbero avuto accesso alla finale, mentre la terza e la quarta classificata avrebbero disputato la finale per il terzo posto.

## Incontri

### Fase a gironi
| Squadra         | P.ti | G | V | N | P | GF | GS | DR |
| --------------- | ---- | - | - | - | - | -- | -- | -- |
| Taipei cinese   | 6    | 3 | 3 | 0 | 0 | 4  | 1  | +3 |
| Australia       | 4    | 3 | 2 | 0 | 1 | 3  | 2  | +1 |
| Nuova Zelanda   | 2    | 3 | 1 | 0 | 2 | 3  | 3  | 0  |
| Nuova Zelanda B | 0    | 3 | 0 | 0 | 3 | 1  | 5  | -4 |

| Christchurch 29 marzo 1986                     | Nuova Zelanda | 0 – 1        | Taipei cinese |  |
| \| \| \| \| \| \| Marcatori \| 34’ Wei-Chiu \| |               |              |               |  |
|                                                |               |              |               |  |
|                                                | Marcatori     | 34’ Wei-Chiu |               |  |

| Arbitro: | Chou I-fa |

|  |           |            |
|  | Marcatori | ?’ Iserief |

| Christchurch 31 marzo 1986                           | Taipei cinese | 1 – 0 | Australia |  |
| \| \| \| \| \| Tai-Ying ?’ (rig.) \| Marcatori \| \| |               |       |           |  |
|                                                      |               |       |           |  |
| Tai-Ying ?’ (rig.)                                   | Marcatori     |       |           |  |

| Christchurch 31 marzo 1986                      | Nuova Zelanda | 2 – 0 | Nuova Zelanda |  |
| \| \| \| \| \| Sharpe ?’, ?’ \| Marcatori \| \| |               |       |               |  |
|                                                 |               |       |               |  |
| Sharpe ?’, ?’                                   | Marcatori     |       |               |  |

| Christchurch 2 aprile 1986                                                  | Nuova Zelanda | 1 – 2                  | Taipei cinese |  |
| \| \| \| \| \| Jacobson ?’ (rig.) \| Marcatori \| 22’ Yu-Chu ?’ Tai-Ying \| |               |                        |               |  |
|                                                                             |               |                        |               |  |
| Jacobson ?’ (rig.)                                                          | Marcatori     | 22’ Yu-Chu ?’ Tai-Ying |               |  |

| Christchurch 2 aprile 1986                                                         | Nuova Zelanda | 1 – 2                          | Australia |  |
| \| \| \| \| \| Bradley ?’ (rig.) \| Marcatori \| ?’ (rig.) Monteath ?’ Mateljan \| |               |                                |           |  |
|                                                                                    |               |                                |           |  |
| Bradley ?’ (rig.)                                                                  | Marcatori     | ?’ (rig.) Monteath ?’ Mateljan |           |  |

### Finale terzo posto
| Christchurch 4 aprile 1986                   | Nuova Zelanda        | 0 – 0 (d.t.s.) | Nuova Zelanda |  |
| \| \| \| \| \| \| Tiri di rigore 3 – 1 \| \| |                      |                |               |  |
|                                              |                      |                |               |  |
|                                              | Tiri di rigore 3 – 1 |                |               |  |

### Finale
| Christchurch 4 aprile 1986                                                         | Taipei cinese | 4 – 1     | Australia |  |
| \| \| \| \| \| Yu-Chu ?’, ?’ Hsiu-Chih ?’ Hsiu-Min ?’ \| Marcatori \| ?’ Martin \| |               |           |           |  |
|                                                                                    |               |           |           |  |
| Yu-Chu ?’, ?’ Hsiu-Chih ?’ Hsiu-Min ?’                                             | Marcatori     | ?’ Martin |           |  |

## Statistiche

### Classifica Marcatrici
3 reti
- Liu Yu-chu

2 reti
- Wendy Sharpe
- Chou Tai-ying

1 rete
- Renaye Iserief
- Andrea Martin
- Sharon Mateljan
- Sue Monteath
- Maureen Jacobson
- Jo Bradley (per Nuova Zelanda B)
- Yang Hsiu-chih
- Hsie Hsiu-min
- Ma Wei-chiu